# Pergidae
Famille
Les Pergidae sont une famille d'insectes hyménoptères originaires des Amériques et d'Australasie. C'est la troisième famille la plus grande famille des Symphytes, avec 450 espèces dénombrées, après les famille Tenthredinidae et Argidae
D'un point de vue morphologique, elle sont reconnaissable du reste des tenthrèdes grâçe aux formes que peuvent prendre leur antennes. En effet le dimorphisme sexuel est marqué chez certaines espèces de cette famille, et se caractérise par la présence d'antennes de forme différentes en fonction du sexe de l'individu. De plus, cette famille contient quelques unes des symphytes aptères.

## Répartition
La plupart des espèces de Pergidae connues vivent en Amérique du Sud et en Australie. Elles sont la famille dominante en Australie, ainsi qu'une des familles majeures dans les Neotropiques. 3 des 14 sous-familles de Pergidae (Pergulinae, Philomastiginae, and Perreyiinae) se trouvent aussi bien en Asie Australe, qu'en Amérique du Sud.

## Comportement
Les larves de certaines espèces de Perreyia se déplacent en groupe, et se nourrissent des feuilles mourantes ou totalement mortes. Elle se déplacent également en groupe pour trouver des lieux de pupaison. D'un point de vue global, le déplacement de l'essaim de larves ressemble à celui d'une limace : Les larves eruciformes rampent les unes sur les autres, formant ainsi une seule masse. Les groupes constitués des larves du genre Perga arrêtent parfois leur déplacement. Durant cette pause, certains individus du groupe relèvent et abaissent leur abdomens, pour communiquer avec le reste du groupe et indiquer qu'il faut continuer d'avancer.

## Liste des genres et sous-familles
Selon BioLib (27 mai 2019) :
- sous-famille Acordulecerinae Rohwer, 1911
  - genre Acordulecera Say, 1836
  - genre Acorduloceridea Rohwer, 1912
  - genre Anathulea Malaise, 1942
  - genre Busalus Smith, 1990
  - genre Ceratoperia Enderlein, 1919
  - genre Enjijus Smith, 1990
  - genre Giladeus Brèthes, 1919
  - genre Krausius Smith, 2006
  - genre Quetutus Smith, 1990
  - genre Suwatnus Smith, 1990
  - genre Tequus Smith, 1990
  - genre Truqus Smith, 1990
- sous-famille Conocoxinae Rohwer, 1911
  - genre Conocoxa Rohwer, 1911
  - genre Lycosceles Konow, 1905
  - genre Nithulea Rohwer, 1911
- sous-famille Euryinae Konow, 1898
  - genre Ancyloneura Cameron, 1877
  - genre Clarissa Kirby, 1894
  - genre Dalia Schmidt, 2005
  - genre Diphamorphos Rohwer, 1910
  - genre Eurys Newman, 1841
  - genre Neoeurys Rohwer, 1910
  - genre Polyclonus Kirby, 1882
  - genre Warra Benson, 1934
- sous-famille Loboceratinae Kirby, 1882
- sous-famille Parasyzygoniinae Smith, 1990
  - genre Parasyzygonia Rohwer, 1911
- sous-famille Perginae Ashmead, 1898
  - genre Acanthoperga Shipp, 1894
  - genre Antiperga Benson, 1939
  - genre Cerealces Kirby, 1882
  - genre Paraperga Ashmead, 1898
  - genre Perga Leach, 1817
  - genre Pergagrapta Benson, 1939
  - genre Phenacoperga Cockerell, 1908 †
  - genre Pseudoperga Guerin, 1845
  - genre Xyloperga Shipp, 1894
- sous-famille Pergulinae Benson, 1934
  - genre Haplostegus Konow, 1901
  - genre Pergula Morice, 1919
- sous-famille Perreyiinae Cameron, 1883
  - genre Barilochia Malaise, 1955
  - genre Camptoprium Spinola, 1840
  - genre Cladomacra Smith, 1860
  - genre Decameria Lepeletier de Saint-Fargeau & Serville, 1828
  - genre Heteroperreyia Schrottky, 1915
  - genre Perreyia Brullé, 1846
  - genre Perreyiella Conde in Malaise, 1937
- sous-famille Philomastiginae
- sous-famille Phylacteophaginae
- sous-famille Pterygophorinae
  - genre Lophyrotoma Ashmead, 1898
  - genre Pterygophorus Klug, 1814
- sous-famille Pteryperginae
- sous-famille Styracotechyinae Benson, 1935
  - genre Styracotechys Benson, 1935
- sous-famille Syzygoniinae Cameron, 1883
  - genre Incalia Cameron, 1878
  - genre Lagideus Konow, 1905
  - genre Paralypia Kirby, 1882
  - genre Syzygonia Klug, 1824